# Ermita de Nuestra Señora del Río (Talaván)

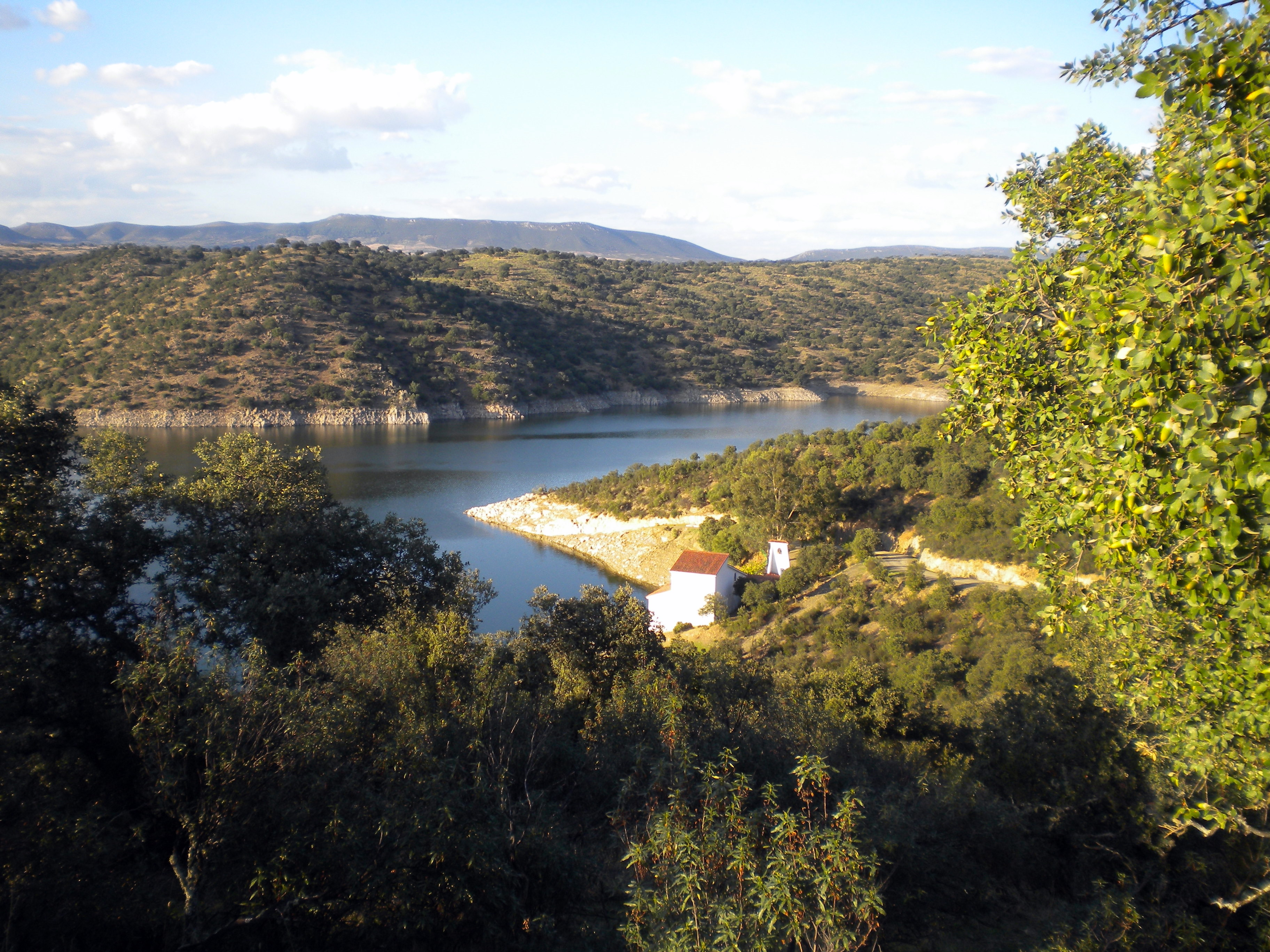
Vista de los riberos de bajada al río y ermita actual

La ermita de Nuestra Señora del Río es un templo de culto católico, situada a la orilla del río Tajo y dependiente de la parroquia de la localidad de Talaván, provincia de Cáceres, Comunidad Autónoma de Extremadura, España. Se construyó en 1971 para sustituir a la antigua ermita, que quedó sumergida bajo las aguas del río Tajo por la construcción Embalse de José María de Oriol-Alcántara II. La ermita alberga la imagen de la Virgen del Río, patrona de Talaván.

## Antigua ermita
La anterior ermita se situaba en la margen derecha del río Tajo, en el término municipal de Casas de Millán (Cáceres), aunque la pertenencia de la ermita correspondía a Talaván. 
Ante la inexistencia de puentes para cruzar el río por esa zona, se estableció un sistema de barcas, conducidas mediante maromas o cuerdas y poleas. Las barcas de Talaván permitían el paso de personas y mercancías, y para ello existía la figura del barquero, cuya vivienda se hallaba junto a la antigua ermita. Las barcas eran propiedad del Obispo de Plasencia, quien estipulaba el cobro del paso en la barca, estando los vecinos de Talaván exentos de tal pago. En torno al barquero de Talaván se han creado algunos refranes que se han generalizado por el resto de España:

- Las verdades de barquero: El pan duro, duro, es mejor que ninguno; el zapato malo, es mejor en el pie que en la mano y si a todos les cobras lo que a mí ¿ Qué c--- hace usted aquí?

- Los arrieros de Talaván, hoy aparejan y mañana se van

No obstante, la existencia del paso y de un puerto fluvial en Talaván se remonta a tiempos medievales. Ello hacía posible la ruta de la Vereda Real de Castilla, conocido en Talaván como Camino de la Barca.
Los restos de la antigua ermita se conservan, en parte, bajo las aguas del río Tajo. El templo estaba construido en mampostería, aunque los muros debían estar revocados y enfoscados. Esto se conserva aún en los restos sumergidos en las aguas, al menos en el espacio interior de la antigua ermita. La zona del presbiterio era un espacio 
cuadrangular y con una cubierta en bóveda de ladrillo sobre pechinas. Al exterior, la bóveda estaba cubierta por tejado a cuatro aguas, rematada por un machón. En los muros interiores, se dibujaban pequeños arcos de medio punto, con una moldura en la zona de imposta que recorría todo el espacio. En el muro frontal, otro arco más pequeño, donde se colocaría la imagen de la Virgen del Río. Se abría una ventana cuadrangular en el muro lateral oeste. Un arco de medio punto daría paso a la pequeña nave, con cubierta a dos aguas y acceso por el muro occidental. En los pies, se situaba una pequeña espadaña sobre el tejado. 
Adosada a la ermita existían otras edificaciones para vivienda del barquero. Los restos que se mantienen en pie, especialmente la zona del presbiterio, se han podido observar ante la bajada fuerte del nivel del embalse, como ocurrió en noviembre de 2007. Otras veces, sin una bajada tan acusada, se puede ver el machón que se conserva sobre la bóveda, así como las ramas de un árbol que había junto a la ermita.

## Nueva ermita
Aunque la presa del embalse finalizó su construcción en 1969, el nuevo templo se finalizó en 1971. En esta ocasión se realizó en la margen izquierda, en el término municipal de Talaván, y se accede bajando los riberos del antiguo camino, que salvan el desnivel hasta la orilla del río. Se trata de una moderna construcción que al exterior se ha enlucido y muestra sus paredes blanqueadas. El interior, de nave única, tiene dos grandes vigas de madera que recorren verticalmente la cubierta, sostenidas por otras siete a cada lado, que se apoyan oblicuamente en los muros laterales. La cubierta se dispone a dos aguas en disposición a lo largo de la nave, aunque la zona del presbiterio se eleva para dejar una celosía que permite la iluminación del templo. 
El altar se cubre con un gran panel de madera, con una hornacina central de medio punto para acoger la imagen de la Virgen del Río. A sus lados, dos mediorrelieves gigantes con dos ángeles de perfil. En el lateral norte se abre una sacristía a la altura del presbiterio.
Al exterior, los lados norte y este cuentan con un pórtico, con tres arcadas para el acceso principal, y cuatro en la zona norte que se asoman al río Tajo. En la fachada se levanta una suerte de espadaña con un esquilón. Cuenta con dependencias anexas para funciones relacionadas con la ermita y la romería. Bajo el pórtico norte, se dispone otra galería para el disfrute del río, aprovechando el desnivel del terreno donde se asienta la ermita.
Frente a la fachada, se ha habilitado una explanada y un graderío, para uso en los días de romería.

## Virgen del Río

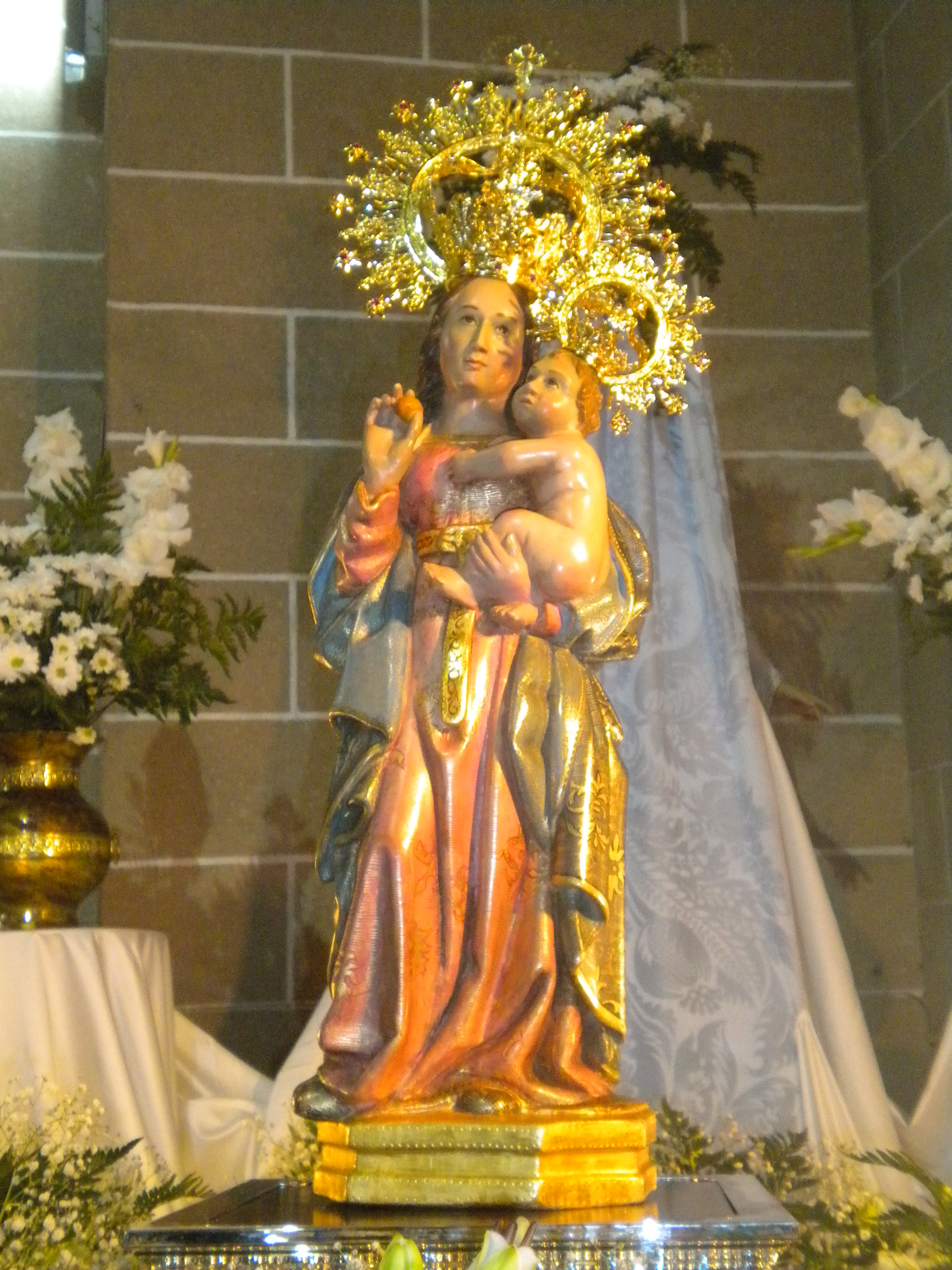
Imagen de la Virgen del Río.

La advocación mariana de Nuestra Señora del Río tuvo bastante devoción en la zona, por ser zona de paso para cruzar el Tajo. La villa de Talaván la tiene como su patrona y fue coronada en 1958. Sus gentes la honran en las Fiestas Patronales en torno al 8 de septiembre, días en los que la imagen de la Virgen es llevada a la localidad. Y anteriormente celebrada cada 26 de abril, en el fin de semana más cercano al 1 de mayo tiene lugar la Romería a la Virgen del Río, en la que la fiesta se traslada al entorno de la ermita.
La imagen es una talla del siglo XVI en madera policromada, que muestra a María erguida con su Hijo en el brazo izquierdo, mientras que en la mano derecha sostiene la manzana de Eva. Mientras el Niño aparece desnudo, su Madre viste túnica rosada, cubierta con manto azulado. No lleva cubierta la cabeza, luciendo una larga cabellera. Cabe apuntar que la talla guarda un enorme parecido con la Virgen de la Fuente Santa de Zorita. 
Normalmente la talla suele lucir vestida, contando con varios mantos regalados por sus fieles.